# ヤマハゼ
ヤマハゼ（山櫨・山黄櫨、学名: Toxicodendron sylvestre）は、ウルシ科ウルシ属の落葉小高木。山地に生える。中国名は、木蠟樹（別名：野漆樹）。

## 分布・生育地
中国、台湾、朝鮮半島、日本（本州の関東地方以西、四国、九州、沖縄）に分布する。

## 特徴
落葉広葉樹の小高木で、樹高は5 - 8メートル (m) になる。樹皮は暗灰褐色で、生長するに従って縦に裂け、短冊状に剥がれる。一年枝は太く、枝先に毛が残る。
葉は奇数羽状複葉で、小葉は4 - 6対。両面に毛が散生し、全縁。葉軸の上面にも毛が生える。秋には紅葉する。
花期は5 - 6月。雌雄異株で、黄緑色の花をつける。
果実は黄褐色で目立ち、表面は無毛。
冬芽は裸芽で黄褐色の毛が密生する。枝先につく頂芽は円錐状で大きく、先端は不揃いの傾向がある。側芽は枝に互生し、卵円形で小さく、側芽から側枝が出ることも多い。葉痕は大きく、心形や半円形で維管束痕が多数つく。

## 近縁種
- ハゼノキ Toxicodendron succedaneum
- ヤマウルシ Toxicodendron trichocarpum
- ウルシ Toxicodendron vernicifluum